# Лепушел
Лепушел (рум. Lăpușel) — село у повіті Марамуреш в Румунії. Входить до складу комуни Реча.
Село розташоване на відстані 407 км на північний захід від Бухареста, 9 км на південний захід від Бая-Маре, 93 км на північ від Клуж-Напоки.

## Населення
За даними перепису населення 2002 року у селі проживали 1386 осіб.
Національний склад населення села:
| Національність | Кількість осіб | Відсоток |
| -------------- | -------------- | -------- |
| румуни         | 1127           | 81,3%    |
| угорці         | 221            | 15,9%    |
| цигани         | 38             | 2,7%     |

Рідною мовою назвали:
| Мова      | Кількість осіб | Відсоток |
| --------- | -------------- | -------- |
| румунська | 1173           | 84,6%    |
| угорська  | 213            | 15,4%    |